# ایستگاه متروی لیتون
ایستگاه لیتون
یک ایستگاه از خط مرکزی و از خطوط متروی لندن است؛ که در منطقه لیتون قرار دارد و در ۲۲ اوت ۱۸۵۶ افتتاح شده است.

## نگارخانه

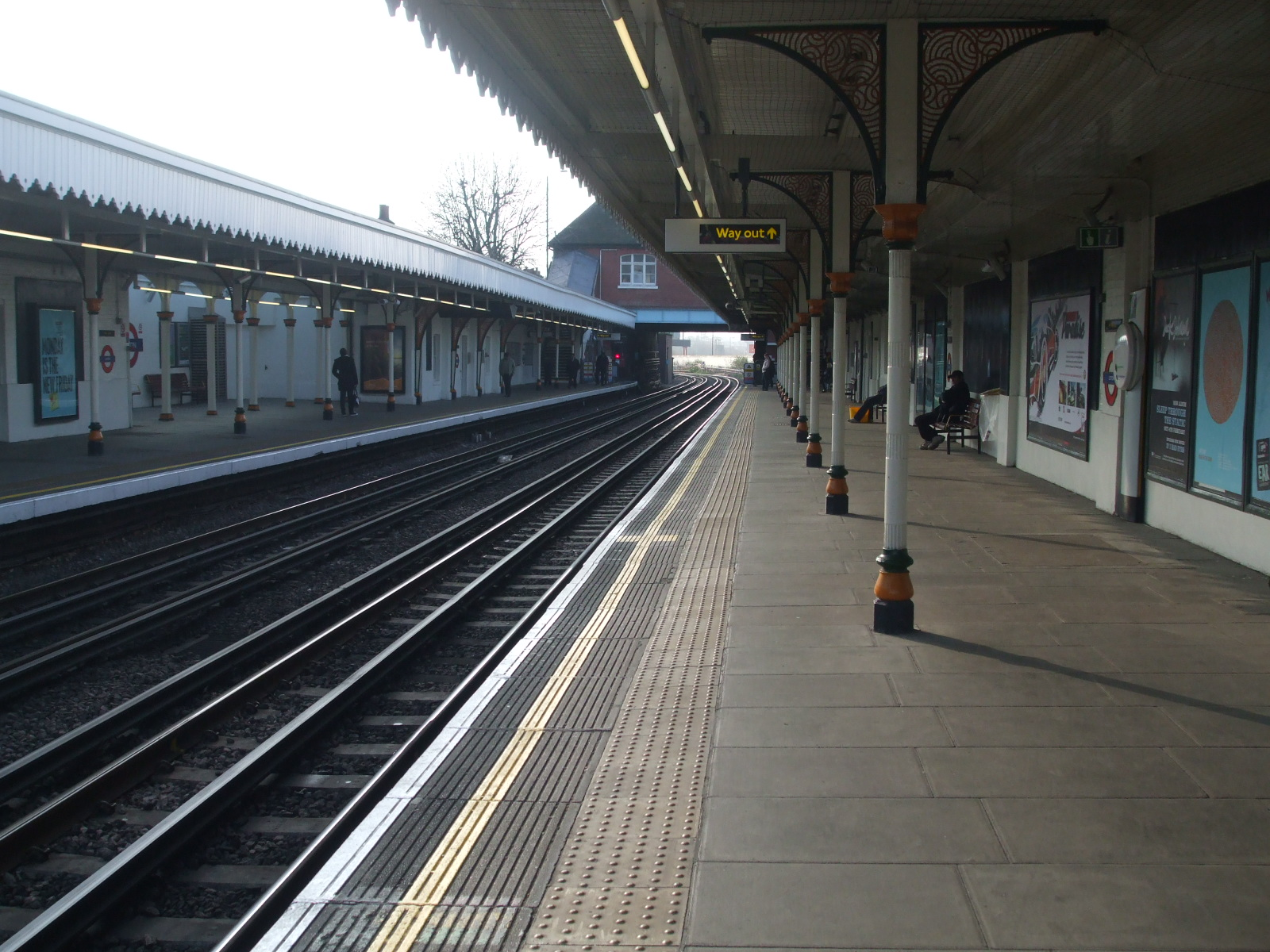
Looking westbound
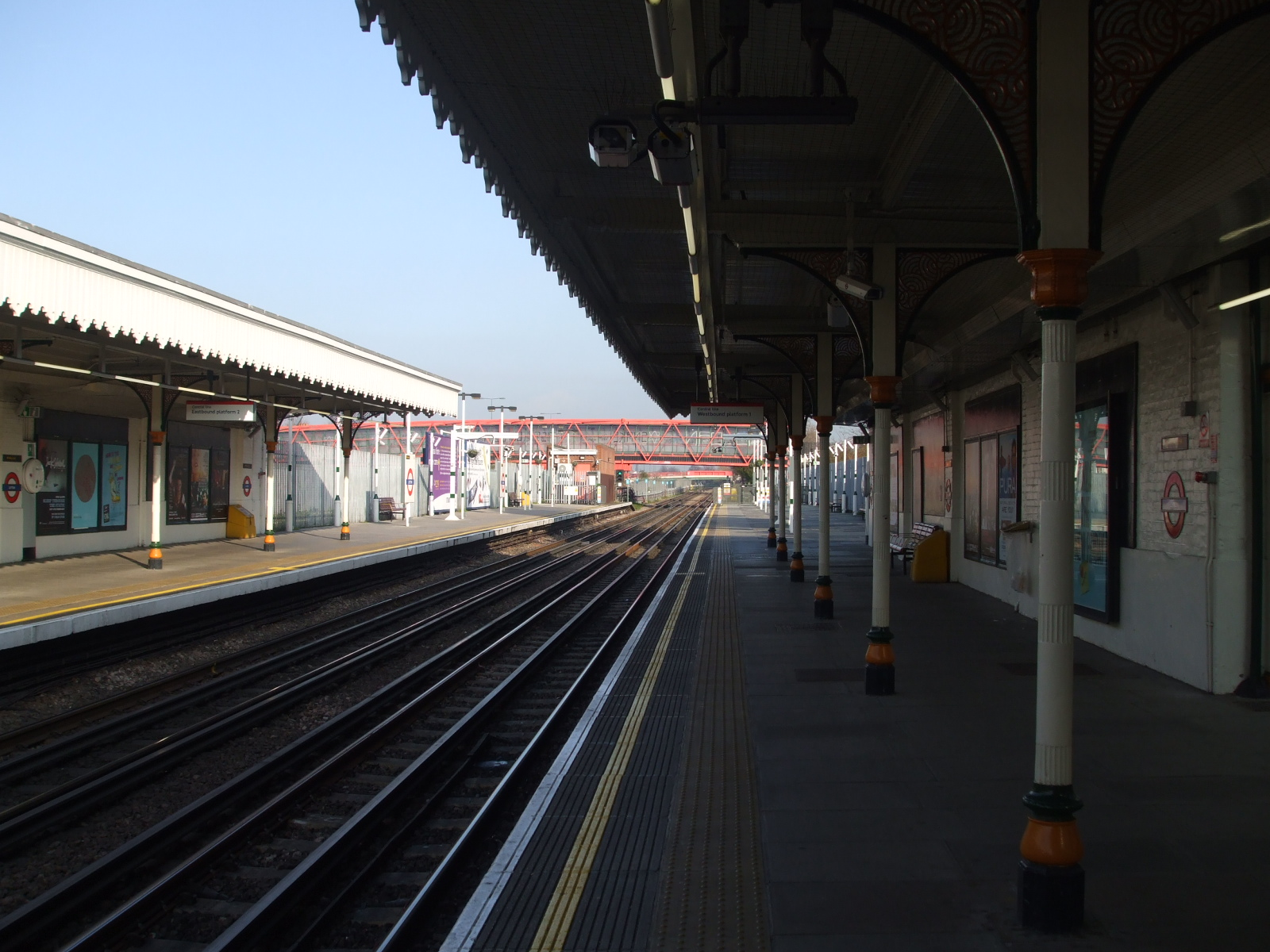
Looking eastbound
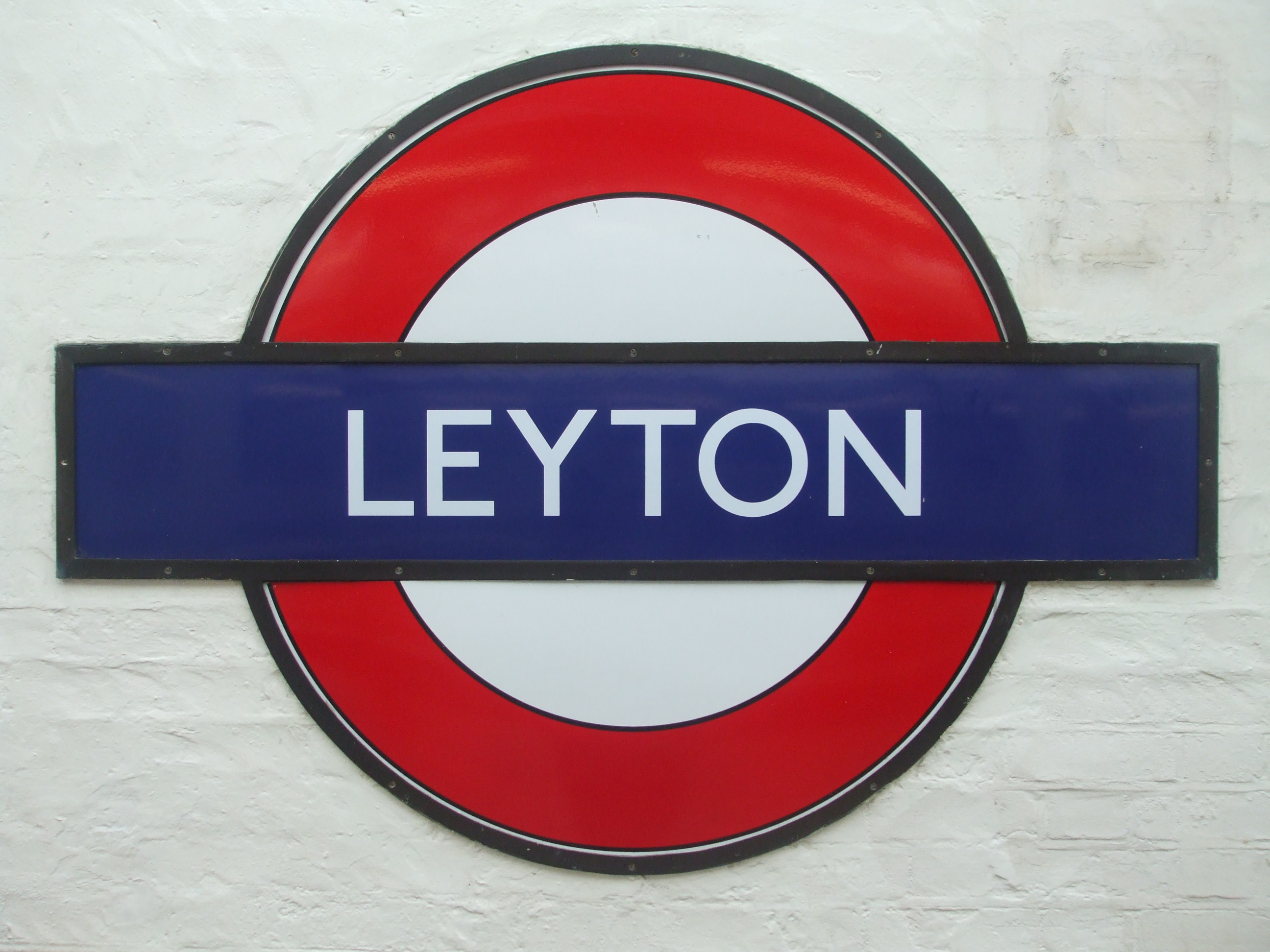
Large roundel on westbound platform (most wall-mounted ones here are small)

1. 1 2 3 4  "Multi-year station entry-and-exit figures" (XLS). London Underground station passenger usage data. Transport for London. June 2015. Retrieved 20 June 2015.